# Petroica polymorpha
La petroica delle Salomone (Petroica polymorpha Mayr, 1934) è un uccello della famiglia dei Petroicidi originario delle isole Salomone. È simile nell'aspetto alla petroica del Pacifico e fino ad epoca recente le due venivano considerate conspecifiche, prima di essere suddivise in specie distinte da Kearns et al. nel 2015.

## Descrizione
La specie è pressoché identica alla petroica del Pacifico, me se ne differenzia per la mancanza della macchia bianca sulla fronte. La colorazione del piumaggio varia a seconda della sottospecie. I maschi della forma nominale sono dimorfici: alcuni hanno la testa nera, altri rossiccia; le femmine assomigliano ai maschi di quest'ultima forma, ma hanno un piumaggio dai toni più spenti. I maschi di P. p. septentrionalis sono identici a quelli della forma dalla testa nera di P. p. polymorpha; le femmine hanno regioni superiori più rossicce e un po' di bianco sulle ali. I maschi di P. p. kulambangrae sono identici a quelli di P. p. septentrionalis; le femmine hanno le regioni superiori rossastre e il petto di un rosso più intenso. I maschi di P. p. dennisi sono identici alla forma nera di P. p. polymorpha; le femmine hanno il vertice di colore bruno-oliva e dorso e ali più neri.

## Distribuzione e habitat
La petroica delle Salomone vive nelle foreste di montagna e negli habitat subalpini di quattro isole dell'arcipelago delle Salomone.

## Biologia
Quasi tutta la dieta della petroica delle Salomone è costituita da insetti, ragni e pseudoscorpioni. Generalmente essa si nutre negli strati bassi della foresta, sebbene occasionalmente salga fino alla volta. Quando è in cerca di cibo, si aggrega spesso a stormi misti di altri uccelli. Le prede possono essere catturate in aria, sul suolo o sugli alberi, ma le varie popolazioni prediligono metodi di alimentazione differenti.
La petroica delle Salomone ha una stagione della nidificazione ben delimitata, ma le notizie sul periodo di riproduzione sono scarse o del tutto assenti. Tuttavia, genitori con i piccoli sono stati osservati a metà agosto. La specie costruisce un nido compatto costituito da una sorta di coppa fatta di fibre vegetali e tela di ragno. La superficie esterna è decorata con muschio e licheni, e quindi la struttura non è facilmente individuabile. Il nido è di solito situato alla biforcazione di un ramo o del tronco, o su un ramo orizzontale.
Ciascuna nidiata è composta da due a quattro uova. Le uova sono di colore grigio scialbo o verdastro, e vengono covate dalla sola femmina. I nidi possono essere parassitati dal cuculo coda a ventaglio ove gli areali delle due specie si sovrappongono.

## Tassonomia
Attualmente vengono riconosciute quattro sottospecie di petroica delle Salomone:
- P. p. septentrionalis Mayr, 1934 - Bougainville (Salomone settentrionali);
- P. p. kulambangrae Mayr, 1934 - Kolombangara (Salomone centro-occidentali);
- P. p. dennisi Cain e I. C. J. Galbraith, 1955 - Guadalcanal (Salomone meridionali);
- P. p. polymorpha Mayr, 1934 - Makira (Salomone sud-orientali).